# Yoseph Phoa
Yoseph Phoa (* 1967) ist ein indonesischer Badmintonspieler, der später in Deutschland startete.

## Karriere
Yoseph Phoa siegte 1996 beim Hamburg Cup im Herrendoppel mit Dharma Gunawi. In der Badminton-Bundesliga wurde er 1992 und 1993 Dritter mit dem SSV Heiligenwald. Mit dem PSV Grün-Weiß Wiesbaden belegte er 1998 Rang zwei und 2002 Rang drei. Das Luxembourge Memorial Thierry Theis gewann er 2004.

## Sportliche Erfolge
| Saison    | Veranstaltung                      | Disziplin    | Platz | Name |
| --------- | ---------------------------------- | ------------ | ----- | --- |
| 1996      | Hamburg Cup                        | Herrendoppel | 1     | Yoseph Phoa / Dharma Gunawi |
| 1997      | Hamburg Cup                        | Herrendoppel | 1     | Yoseph Phoa / Dharma Gunawi |
| 2001/2002 | Deutsche Mannschaftsmeisterschaft  | Mannschaft   | 3     | PSV Grün-Weiß Wiesbaden (Mark Constable, Klaus Ebeling, Darren Hall, Michael Helber, Jon Holst-Christensen, Rexy Mainaky, Yoseph Phoa, Oliver Pongratz, Richard Vaughan, Arnd Vetters, Karina de Wit, Lotte Jonathans, Heike Laufer, Nicole Phoa, Nicole van Hooren) |
| 2004      | Luxembourge Memorial Thierry Theis | Herrendoppel | 1     | Yoseph Phoa / Dharma Gunawi |
| 2009      | Senioren-Weltmeisterschaft 40+     | Herreneinzel | 3     | Yoseph Phoa |